# Joe Aquilina (1957)
Joe Aquilina (16 febbraio 1957) è un ex calciatore maltese.

## Carriera

### Nazionale
Ha collezionato quattordici presenze con la propria Nazionale.